# Жестяная Горка
Жестя́ная Горка — деревня в Батецком муниципальном районе Новгородской области, с весны 2010 года относится к Мойкинскому сельскому поселению, одна из 40 деревень этого поселения общей численностью 1529 человек. До этого деревня относилась к Вольногорскому сельскому поселению.
Название происходит от слова Жестяный[прояснить], а не Жестяной. Поэтому правильно в названии ставить ударение на я, а не на а.
Деревня расположена на западе области, к северу от автомобильной дороги Р47 (Великий Новгород — Луга), на автодороге в Вольную Горку, по левому берегу реки Луга в её верхнем течении, находится на высоте 46 м над уровнем моря.
Площадь территории деревни — 22,3 га. Неподалёку территория Массив Раглицы и деревня Очно.

## История

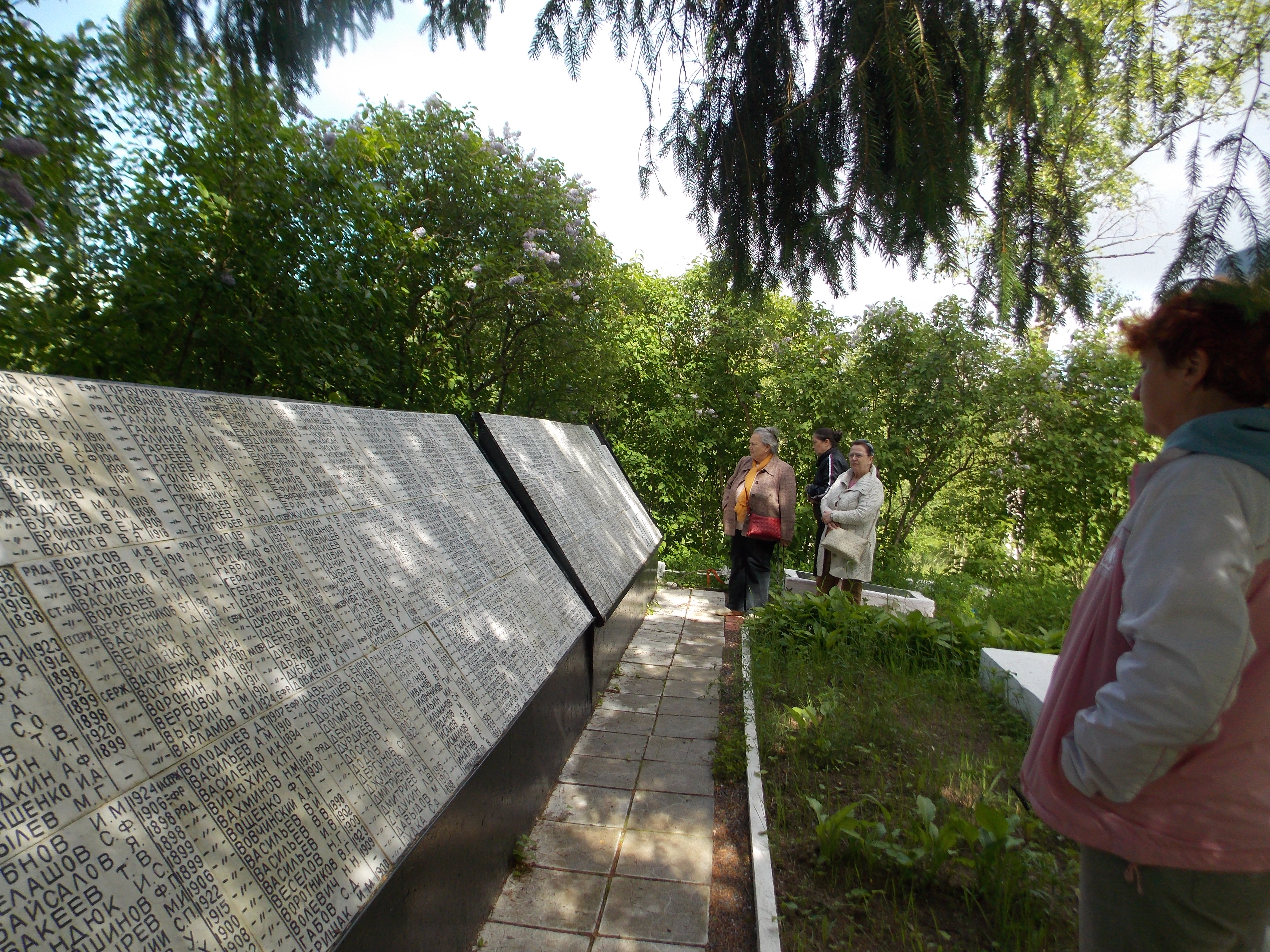
Мемориал у деревни Жестяная Горка

В Великую Отечественную войну деревня находилась на оккупированной немцами территории; занята советскими войсками 28 января 1944 года. На время конца оккупации население Батецкого района составляло 5000 человек (из 29 тысяч, проживавших там до войны). Более 21 тысячи были угнаны на работу в Германию, несколько тысяч казнены. Местом массовых казней стали окрестности деревень Жестяная горка и Чёрное.
За годы оккупации в районе были сожжены 4,4 тысячи жилых домов, все промышленные предприятия и сельхозпостройки, в том числе 16 мельниц и 36 кузниц, уничтожены 45 школ.
После освобождения деревни около неё и близлежащей деревни Чёрное в ямах-могилах были обнаружены трупы граждан в количестве трех тысяч семисот человек (соответственно 2600 и 1100).
Согласно заключению Чрезвычайной государственной Комиссии об эксгумации трупов расстрелянных граждан у деревень Жестяная Горка и Чёрное от 15-16 ноября 1947 г., «смерть граждан насильственная и последовала от полученных ими тяжких смертельных телесных повреждений — сквозных огнестрельных пулевых ранений головы, шеи, груди, повреждений головы тупыми тяжелыми предметами и остро режущим и рубящим оружием, а также переломом реберных дуг, часто множественных, причиненных какими-то тупыми предметами… Найденные повреждения и, в частности, пулевые, как боевую травму следует исключить. Расположение входных пулевых отверстий в громадном большинстве случаев на затылочной части головы указывает на специальные выстрелы — расстрелы… На большом количестве трупов найденные повреждения костей с ровными краями указывают на причинение их какими-то рубящими предметами — тесак, шашка, штык винтовки и т. д.».
В декабре 1947 года в Новгороде по фактам массового истребления советских граждан судили командира 38-го армейского корпуса германской армии, генерала Курта Герцога и 18 его подчинённых. Им инкриминировали гибель 34 тысяч человек на территории Новгородской области. Герцог единственный из подсудимых не признал свою вину даже частично, однако на основании вещественных доказательств, показаний пострадавших и свидетелей, а также подчинённых генерала он был признан виновным в организации преступлений во время оккупации Новгородчины, в том числе расстрелов мирных жителей у деревень Жестяная Горка и Чёрное.
Согласно Указу Президиума Верховного Совета СССР № 39 от 19 апреля 1943 года «О мерах наказания для немецко-фашистских злодеев, виновных в убийствах и истязаниях советского гражданского населения и пленных красноармейцев, для шпионов, изменников родины из числа советских граждан и для их пособников» осуждённым полагалась смертная казнь через повешение, однако 26 мая 1947 года вышел Указ Президиума Верховного Совета СССР «Об отмене смертной казни», после чего высшая мера наказания была заменена 25 годами лишения свободы. Герцог этого срока не отсидел, он умер в лагере под Воркутой 8 мая 1948 года.
Массовые казни немецкое командование поручало карателям — как русским, вставшим на сторону фашистской Германии, так и латышским полицейским батальонам. Состав зондеркоманды убийц, в которую входило 25-30 человек, в ходе изучения немецких документов был выявлен поимённо: латыши Рудольф Гроте, Карл Лацис, Артур Кривиньш, Харис Лиепиньш, Янис Цирулис, Альфонс Удровскис, русские Андрей и Олег Климовы, Георгий и Александр Яковлевы, Порфирий Беляев.
У автомобильной дороги Р47 близ деревни, где находятся также и воинские захоронения советских воинов погибших в годы Великой Отечественной войны, 22 июня 2010 года состоялось открытие памятного знака, посвященного жертвам гражданского населения, погибшим в годы Великой Отечественной войны.

## Расследование массовых убийств времен Великой Отечественной войны
В мае 2019 года Следственный Комитет России возбудил дело о геноциде по статье 357 УК РФ по факту обнаружения нового массового захоронения мирных граждан в районе деревни Жестяная Горка, открытого отрядом Поискового движения России в ходе международного проекта «Без срока давности». Поисковым отрядом были найдены останки 42 человек, в том числе троих детей и беременной женщины. За летний сезон 2019 года в общей сложности из вновь открытых захоронений были подняты останки более 500 жертв, среди которых удалось идентифицировать 188 детей, 113 женщин, 146 мужчин.
В октябре 2020 года в районе обнаружения этих захоронений состоялось открытие Мемориального комплекса в память о жертвах Великой Отечественной войны, в центре которого установлена скульптурная композиция «Скорбящая мать», состоящая из девятиметрового деревянного поклонного креста и бронзовой скульптуры матери с ребёнком на руках. В это же время в Батецком началось судебное заседание о преступлениях нацистов вблизи деревень Жестяная Горка и Чёрное, ставшее первым новгородским судебным процессом над немецкими военными преступниками с 1947 года.